# Guerreras y Centauros
Guerreras y Centauros es una telenovela venezolana producida por Henry Galué y su productora audiovisual Quimeravisión, transmitida en Venezuela por la Cadena pública, Tves (Televisora Venezolana Social).[1]. Las grabaciones iniciaron en 2013. Se estrenó el 23 de febrero de 2015 a las 09:00 p. m.. Antes de su estreno se hizo una antesala de la telenovela en vivo. Esta telenovela finalizó sus transmisiones el 12 de agosto de 2015.
Entre sus actores destacan figuras reconocidas de la televisión venezolana como Ricardo Bianchi, Rosalinda Serfaty, Víctor Cámara, Ana Karina Casanova, Verónica Cortéz, Damián Genovese, Simón Pestana, Adolfo Cubas, Félix Loreto y otras grandes figuras de la televisión venezolana.

## Sinopsis
Aquel incidente del latifundio y la explotación de la pluma de garza, donde la ambición y la codicia casi acaban con esta especie, se reviven con esta nueva trama.
Dos familias se involucran entre sí, al igual que dos grandes haciendas: La Guerrereña y La Calendaria. La Guerrereña tiene como protagonista a María Marta, quien tiene cuatro hijas. Ella, que queda viuda, también tiene una historia de amor, sin olvidar la gran pasión de su vida. En La Candelaria está Concepción y su hija Remedios; ahí la historia se centra en el nivel social. Así, también se encontrarán diversas historias entre los diversos personajes que forman parte de la historia. 

## Elenco Principal
- Ana Karina Casanova - María Marta Guerrero
- Jesús Cervó - Jacinto Farfán
- Laura De Sousa - Remedios Domínguez
- Damián Genovese - Eneas Montoya
- Henry Galué - General Macario Guerrero
- Félix Loreto - Remigio Exclusa
- Rosalinda Serfaty - Purificación "Pura" de Exclusa
- Víctor Cámara - General José Antonio Páez
- Amado Zambrano - Simón Bolívar
- Ricardo Bianchi - Drago de la Peña
- Verónica Cortéz - Concepción de Domínguez
- Henry Soto - Reinaldo Domínguez
- Adolfo Cubas - Canelón Bocanegras "Abracadabra"
- Simón Pestana - Pietro Lebrino
- Alberto Alifa - Dr. José María Vargas
- Marisela Buitrago - Muñeca Arrieta
- Virginia Lancaster - Dionisia Guerrero
- Jeannette Flores - Soledad
- Ana Massimo - Señora Michelli
- Aisha Stambouli - Barbarita Nieves
- Andi Bello - Andy RockStar Soldado
- Alejandro Corona - Sargento Raulitro
- William Colmenares - Mayor Bruzual
- Nancy González - Madame Papillón
- Asdrúbal Blanco - Ataulfo Rivero Vélez
- Carolina Muizzi - Aspacia
- Javier Paredes - Sacerdote Baltazar
- Henry Salvat - Manuel de la Peña
- Liliana Meléndez - Beatrice Barbieri
- Elisa Stella - Anciana María Marta
- Yajaira Orta - Lady Margareth
- Yulika Krausz - Madre Raimunda
- Marvin Huise - Jacome
- Ramón Hinojosa - Machango
- Ana Lucía López - Niña Remedios
- José Araque - Antonio "Toño" Prieto
- Aisha Stambouli - Barbarita